# Новите приключения на Том и Джери
„Новите приключения на Том и Джери“ (на английски: The Tom and Jerry Comedy Show) е американски анимационен сериал, продуциран от Filmation за MGM Television с участието на популярното анимационно дуо Том и Джери. Сериалът е първоначално излъчван на 6 септември 1980 г. по CBS и приключва на 13 декември. Повторенията на сериала се излъчват и по Cartoon Network и Boomerang.

## В България
В България сериалът започва излъчване по Диема Фемили с български дублаж около 2007 г.
През 2014 г. се излъчват повторения и по bTV Comedy. Дублажът е на студио VMS.

### Дублажи
| Озвучаващи артисти  | Цветослава Симеонова Камен Асенов Светослав Добрев |
| Превод              | Иван Манчев                                        |
| Тонрежисьор         | Александър Тодоров                                 |
| Режисьор на дублажа | Милена Манчева                                     |

| Озвучаващи артисти  | Йоанна Драгнева Анатолий Божинов Петър Калчев Георги Стоянов |
| Преводач            | Вилма Карталска                                              |
| Тонрежисьор         | Веселина Стоилова                                            |
| Режисьор на дублажа | Добрин Добрев                                                |